# .270 Winchester Short Magnum

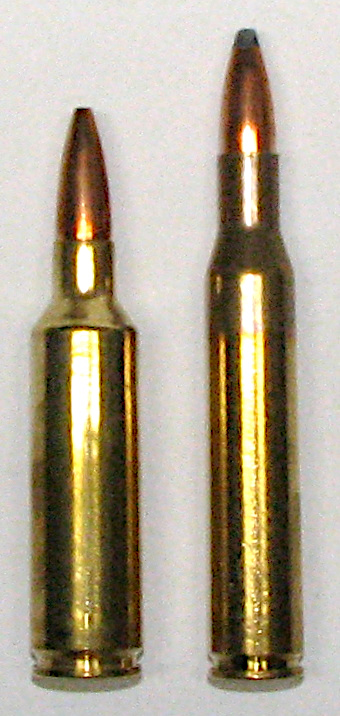
Um .270 WSSM (esquerda) e um .270 Winchester (direita).

O .270 WSSM (Winchester Short Magnum), é um cartucho de fogo central de rifle de calibre .270 curto, não cinturado, criado ao estreitar a "boca" do estojo do .300 Winchester Short Magnum para encaixar nele uma bala de calibre .277. O nome correto para o cartucho, conforme listado pelo Sporting Arms and Ammunition Manufacturers 'Institute (SAAMI), é 270 WSM, sem o ponto decimal.

## Características
Quando foi apresentado, o .300 WSM apresentava um novo estojo que se mostrou muito promissor para uso em outros calibres. Em 2002, a Winchester lançou novos cartuchos em sua família Winchester Short Magnum, incluindo o 7 mm WSM e o 270 WSM. Este novo cartucho .270 foi o terceiro .270 comercial já produzido, e o primeiro em 60 anos.
O 270 WSM é o único cartucho da família WSM que produz ganhos balísticos notáveis em relação a outros cartuchos existentes. O .300 WSM tem desempenho semelhante ao .300 Winchester Magnum, enquanto o 7mm WSM se equipara ao 7mm Remington Magnum em comprimentos de cano semelhantes. O .325 WSM está em uma categoria própria na América do Norte, pois o calibre 8 mm não se tornou popular.